# 周長
周長（しゅうちょう）は単純閉曲線の始点から終点までの長さ。周囲（ペリメーター、英: perimeter) の長さのこと。英語の perimeter は周囲と周長の両方を指す。
多角形の周長は四則演算だけで計算できるが、円の周長は円周率が無理数であるため式は簡素でも小数点表記では厳密な値を表現することはできず、楕円の周長は四則演算だけでは表すことができない。

## 多角形の周長
多角形の周長は、各辺の長さの総和に等しい。特に、一辺が a の正 n 角形の周長は na である。周長の等しい2つの正 n 角形は、互いに合同である。

## 円の周長
円の周長 c は直径を d、円周率を π とすると
{\displaystyle c=\pi d}
と表される。半径を r として
{\displaystyle c=2\pi r}
と表される場合も多い。なお、全ての円は互いに相似であるので、周長の等しい2つの円の面積 S は等しい。S は c を用いて
{\displaystyle S={\frac {rc}{2}}}
と表すことができる。

## 扇形の周長
半径 r、中心角 θ（ラジアン）(0 < θ < 2π) の扇形の周長 l は次の式で表される。
{\displaystyle l=r\theta +2r=r(\theta +2)}

## 楕円の周長
楕円 x2/a2 + y2/b2 = 1 の周長lは長軸と短軸の長さ (= 2a, 2b) のみで決まるが、周長は第二種完全楕円積分によって求めなければならない。以下に求め方の一例を示す。
{\displaystyle l=4a\int _{0}^{\frac {\pi }{2}}{\sqrt {1-k^{2}\sin ^{2}t}}dt=2\pi a\left[1-\sum _{n=1}^{\infty }{\frac {k^{2n}}{2n-1}}\left\{{\frac {(2n-1)!!}{(2n)!!}}\right\}^{2}\right],\left(k={\sqrt {1-{\frac {b^{2}}{a^{2}}}}}\right)}

## その他の閉曲線の周長
アステロイド（星芒形）
x = acos3 θ, y = asin3 θ の周長は 6a。
カージオイド（心臓形）
x = a(1 + cos θ)cos θ, y = a(1 + cos θ)sin θ の周長は 8a。
フラクタル図形
面積が有限でもその周長は無限である。

## 積分記号
一般に閉曲線の周長を求めるのに
{\displaystyle \oint _{C}}
などの記号を用いて積分を行う。